# Valdrada av Sicilien
Valdrada av Sicilien, var en dogaressa av Venedig, gift med Venedigs doge Giacomo Tiepolo (r. 1229-1249). 
Hon var dotter till kung Tancred av Sicilien. Hon gifte sig med Giacamo 1242, två år efter hans första dogaressa Maria Storlatos död. Hon beskrivs som kraftfull, förnuftig och dominant. Hon ska ha dominerat inte bara maken utan också hans politik och de flesta hon kom i kontakt med, och styrde Venedig under de återstående åren av hans regering. Hon avled tre år efter maken.